# Vester Hassing
Vester Hassing is een plaats in de Deense regio Noord-Jutland, gemeente Aalborg, en telt 2420 inwoners (2007).